# Aryeh Dvoretzky
Pour les articles homonymes, voir Dvoretzky.
Aryeh (Arie) Dvoretzky (hébreu : אריה דבורצקי, russe : Арье Дворецкий) (1916-2008), est un mathématicien israélien d'origine russe, connu principalement pour son travail en analyse fonctionnelle, statistiques et probabilités.

## Biographie
A. Dvorezky est né en 1916 à Khorol en Russie impériale (maintenant en Ukraine). Sa famille émigra en Palestine mandataire en 1922. Il reçut son doctorat de l'université hébraïque de Jérusalem, effectué sous la direction de Michael Fekete, en 1941. Il continua à travailler à Jérusalem, devenant professeur en 1951, premier diplômé de l'université hébraïque à obtenir cette distinction. A. Dvorezky devint plus tard doyen de la faculté de sciences (1955-1956) et vice-président de l'Université (1959-1961).
A. Dvorezky fut aussi professeur invité dans de nombreuses universités comme le Collège de France, l'université Columbia, l'université Purdue, l'université Stanford ou encore l'université de Californie à Berkeley. Il se rendit aussi deux fois à l'Institute for Advanced Study à Princeton (en 1948-1950 et en 1957-1958). En 1975, il fonda l'Institut des études avancées de Jérusalem sur le modèle de l'IAS de Princeton. Il devint par la suite le huitième président de l'Institut Weizmann (1986-1989).
L'expertise d'A. Dvoretzky fut utilisée par les services de sécurité d'Israël. En 1960, il devint directeur du Rafael Advanced Defense Systems, l'autorité chargée du développement de l'armement. Il devint par la suite directeur scientifique pour le Ministère de la défense israélien.

## Distinctions et récompenses
Membre de l'Académie israélienne des sciences et lettres, A. Dvoretzky en devint président lors de la période 1974-1980. Il est également titulaire d'un doctorat honoris causa de l'université de Tel-Aviv.
A. Dvoretzky se vit décerner le prix Israël en mathématiques en 1973,.